# Fiat Sedici
Fiat Sedici – samochód osobowy typu crossover klasy miejskiej produkowany pod włoską marką FIAT w latach 2005–2014.

## Historia i opis modelu

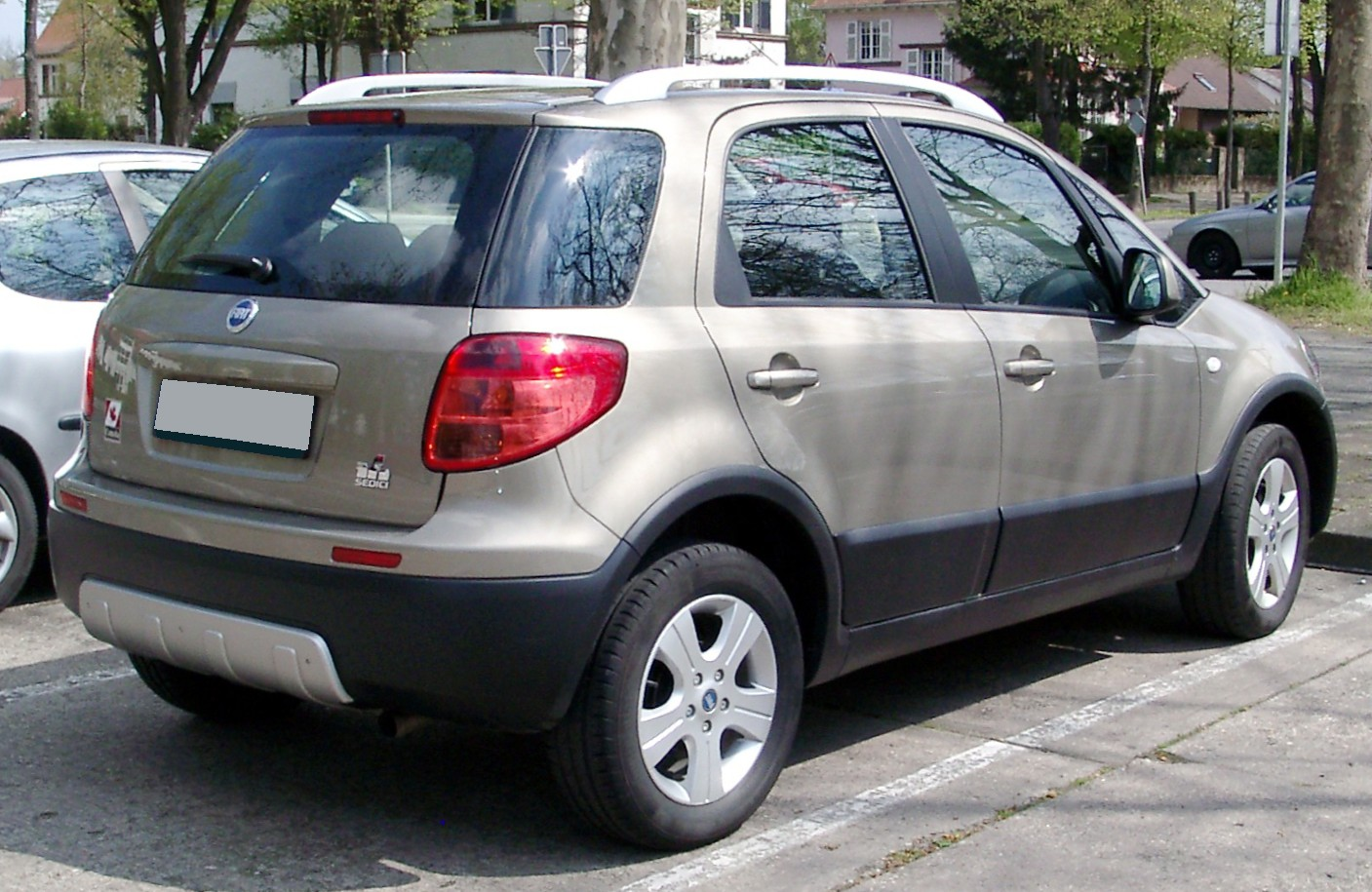
Fiat Sedici - tył

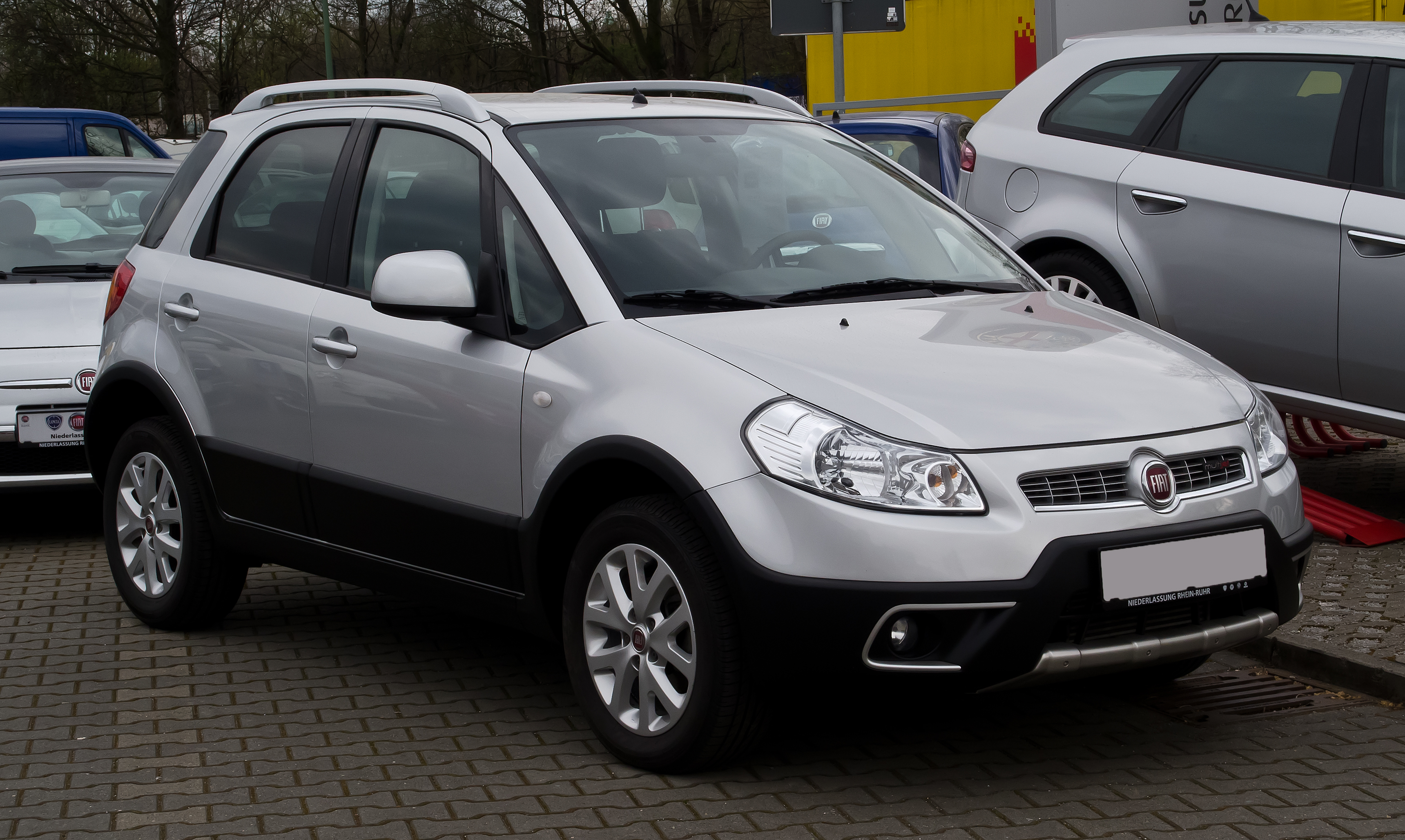
Fiat Sedici po liftingu

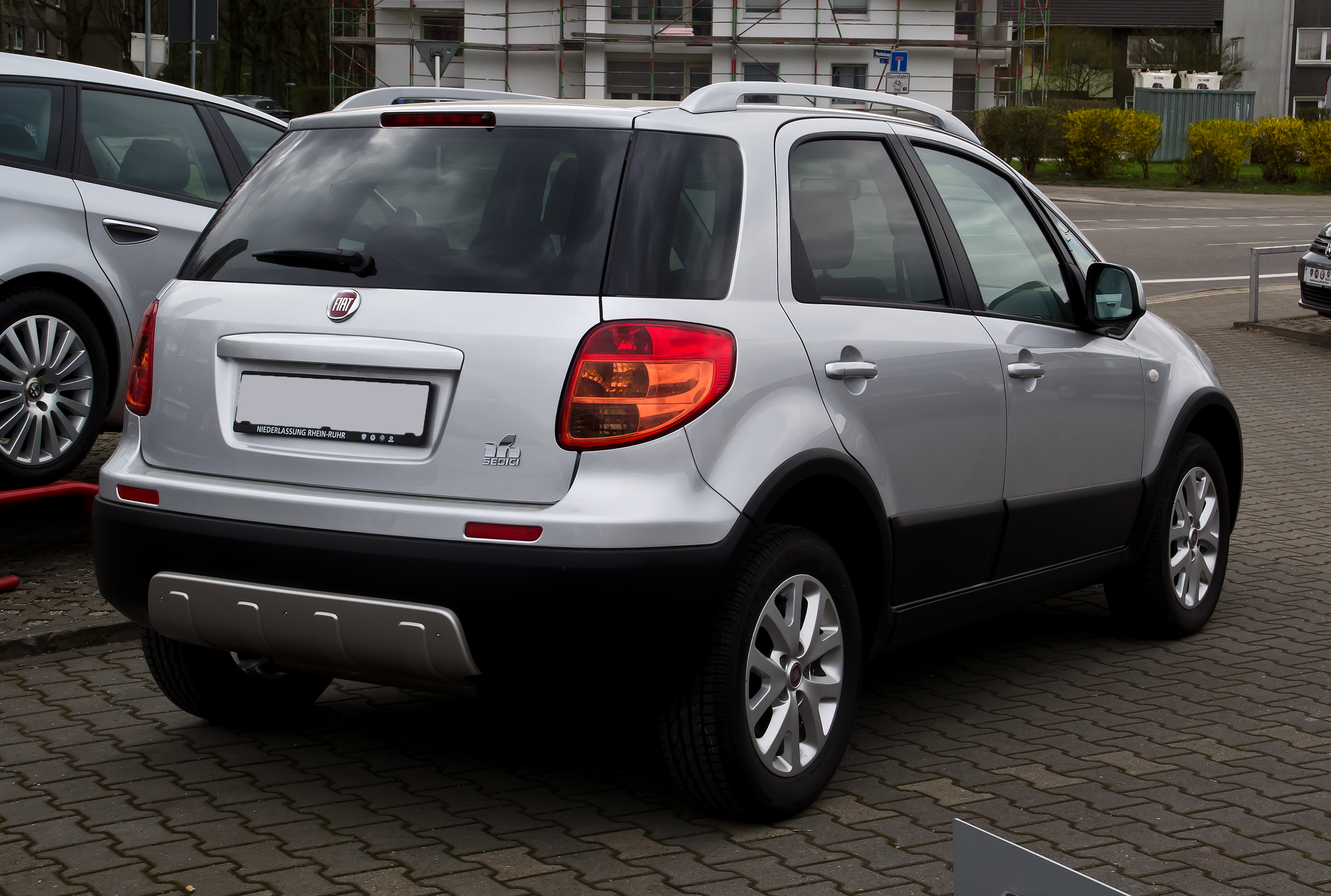
Fiat Sedici - tył po liftingu

Samochód miał swój światowy debiut 4 miesiące po pierwszej prezentacji, podczas targów motoryzacyjnych w Genewie w marcu 2006 roku. Auto zostało zaprojektowane przez Giorgetto Giugiaro. Pojazd produkowany był głównie z myślą o europejskim rynku motoryzacyjnym. Produkcją pojazdu zajęła się fabryka Magyar Suzuki w węgierskim Esztergomie. Nazwa Sedici w języku włoskim oznacza szesnaście, czyli iloczyn 4x4 - znak stosowanego w modelu napędu AWD. Uterenowiony model posiada prześwit wynoszący 17,5 cm. Do sprzedaży w polskich salonach marki Sedici trafił wczesną wiosną 2007 roku.
Pod względem popularności bliźniaczy SX4 znacznie przewyższało Sedici, jednak to Sedici częściej było wybierane z napędem na 4 koła

### Modernizacje
Latem 2009 roku auto przeszło face lifting. Zmieniony został m.in. przedni zderzak oraz przestylizowano atrapę chłodnicy i reflektory przednie. We wnętrzu pojazdu pojawiły się materiały wyższej jakości, przeprojektowany został panel klimatyzacji oraz kratki nawiewów. Przy okazji liftingu wzmocniono moc silnika benzynowego do 120 KM, a silnik wysokoprężny o pojemności 1.9 l został zastąpiony silnikiem o pojemności 2 l i mocy 135 KM. 
Pod koniec 2011 roku auto przeszło delikatne modyfikacje. Zastosowane zostały nowe lusterka zewnętrzne, w które wbudowane zostały kierunkowskazy oraz elektryczna ich regulacja we wszystkich wersjach wyposażenia. Przy okazji wprowadzono nowy kolor lakieru.

### Wersje wyposażenia
- Fresh
- Dynamic
- Emotion

Standardowe wyposażenie podstawowej wersji Fresh obejmuje m.in. cztery poduszki powietrzne, system ABS z EBD, relingi dachowe, centralny zamek z pilotem, komputer pokładowy, elektrycznie regulowane lusterka, światła przeciwmgielne, elektrycznie regulowane szyby przednie, elektryczne wspomaganie kierownicy, klimatyzację manualną i radio z CD (9 głośników).
Bogatsza wersja Dynamic dodatkowo wyposażona jest w m.in. koło zapasowe dojazdowe i napęd na cztery koła.
Topowa wersja Emotion została ponad to wyposażona w m.in. kierownicę pokrytą skórą, aluminiowe felgi 16 cali, elektrycznie regulowane i podgrzewane lusterka, klimatyzację automatyczną i elektrycznie regulowane szyby tylne.
Opcjonalnie samochód wyposażyć można było w m.in. lakier metalizowany, przyciemniane szyby, system bezkluczykowy (Easy Go), podgrzewane fotele przednie, skórzaną tapicerkę, tempomat, kurtyny powietrzne, system ESP, radioodtwarzacz z CD, MP3 i zmieniarką (6 płyt), oraz nawigację satelitarną.

### Silniki
2006-2009:
| Silnik       | Układ i liczba cylindrów | Pojemność | Moc maksymalna                    | Maksymalny moment obrotowy | Prędkość maksymalna | Przyspieszenie 0-100 km/h | Napęd |
| ------------ | ------------------------ | --------- | --------------------------------- | -------------------------- | ------------------- | ------------------------- | ----- |
| 1.6 Benzyna  | rzędowy 4-cyl.           | 1586 cm³  | 107 KM (79 kW) przy 5600 obr./min | 145 Nm przy 4000 obr./min  | 180 km/h            | 10,8 s                    | 4x2   |
| 1.6 Benzyna  | rzędowy 4-cyl.           | 1586 cm³  | 107 KM (79 kW) przy 5600 obr./min | 145 Nm przy 4000 obr./min  | 170 km/h            | 10,8 s                    | 4x4   |
| 1.9 Multijet | rzędowy 4-cyl.           | 1910 cm³  | 120 KM (88 kW) przy 4000 obr./min | 280 Nm przy 2050 obr./min  | 180 km/h            | 11,2 s                    | 4x4   |

2009-2014
| Silnik                      | Układ i liczba cylindrów | Pojemność | Moc maksymalna                                                      | Maksymalny moment obrotowy                           | Prędkość maksymalna | Przyspieszenie 0-100 km/h | Napęd   |
| --------------------------- | ------------------------ | --------- | ------------------------------------------------------------------- | ---------------------------------------------------- | ------------------- | ------------------------- | ------- |
| 1.6 Benzyna                 | rzędowy 4-cyl.           | 1586 cm³  | 120 KM (88 kW) przy 6000 obr./min                                   | 156 Nm przy 4400 obr./min                            | 185 km/h            | 10,7 s                    | 4x2     |
| 1.6 Benzyna 1.6 Benzyna skn | rzędowy 4-cyl.           | 1586 cm³  | 120 KM (88 kW) przy 6000 obr./min 137 KM (100kW) przy 6500 obr./min | 156 Nm przy 4400 obr./min 173 Nm przy 4150 obr./min. | 180 km/h 194 km/h   | 11,5 s 10,0 s             | 4x4 4x4 |
| 2.0 Multijet                | rzędowy 4-cyl.           | 1956 cm³  | 135 KM (99 kW) przy 3500 obr./min                                   | 320 Nm przy 1500 obr./min                            | 190 km/h            | 11,2 s                    | 4x4     |

### Sprzedaż w Polsce
| Rok  | Sprzedaż (szt.) |
| ---- | --------------- |
| 2007 | 952             |
| 2008 | 1384            |
| 2009 |                 |
| 2010 | 1156            |
| 2011 | 858             |
| 2012 | 564             |
| 2013 | 561             |
| 2014 | 360             |
| 2015 | 106             |